# تپه دارتی کشپلون (۱)
تپه دارتی کشپلون (۱) مربوط به دوره ساسانیان است و در شهرستان دره‌شهر، بخش مرکزی، دهستان زرین دشت، ۶۰۰ متری جنوب روستای دشت آباد واقع شده و این اثر در تاریخ ۳۰ بهمن ۱۳۸۶ با شمارهٔ ثبت ۲۱۰۱۹ به‌عنوان یکی از آثار ملی ایران به ثبت رسیده است.